# Carteretöarna

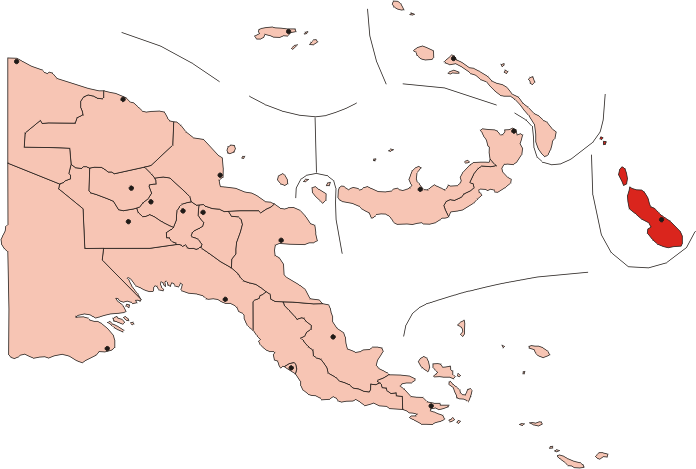
Lägeskarta

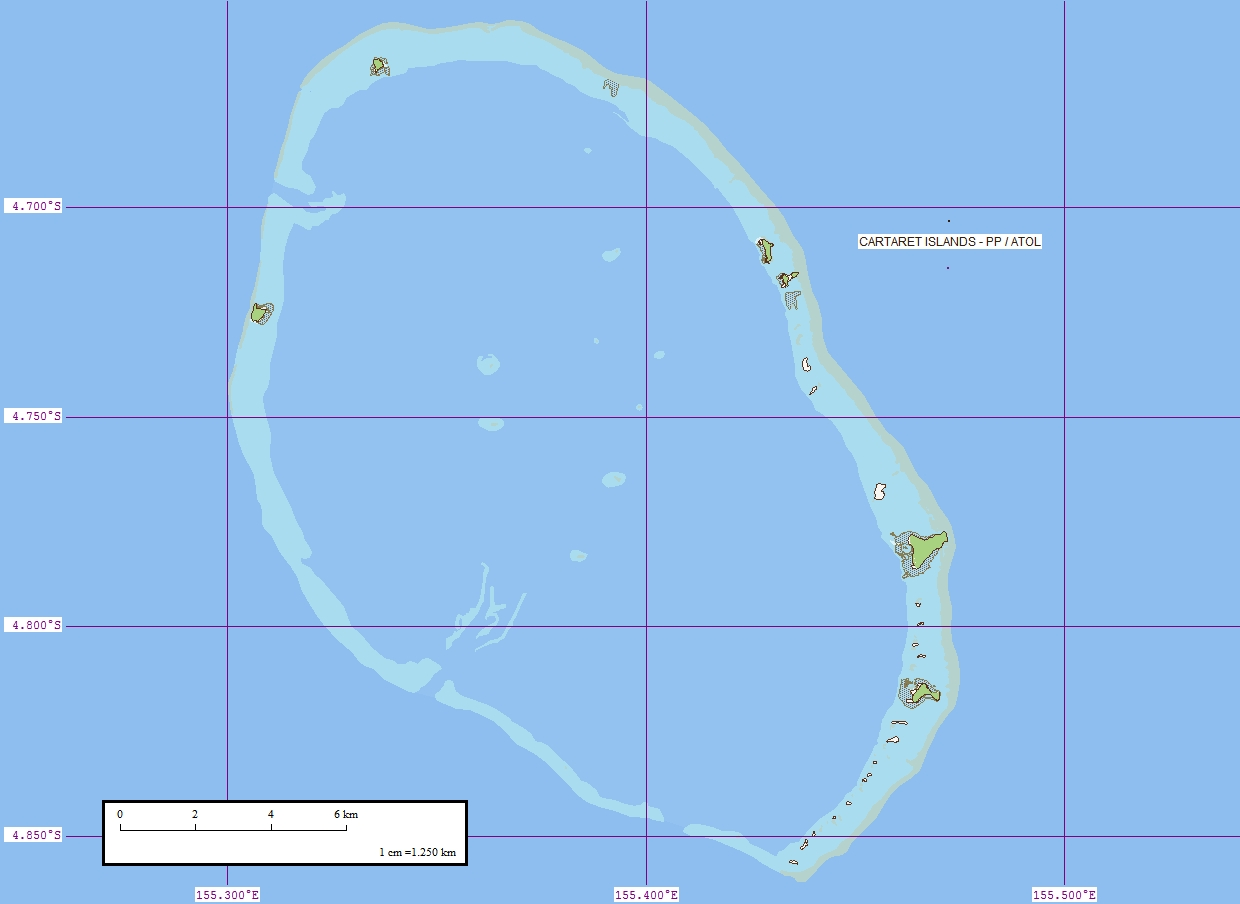
Karta över området

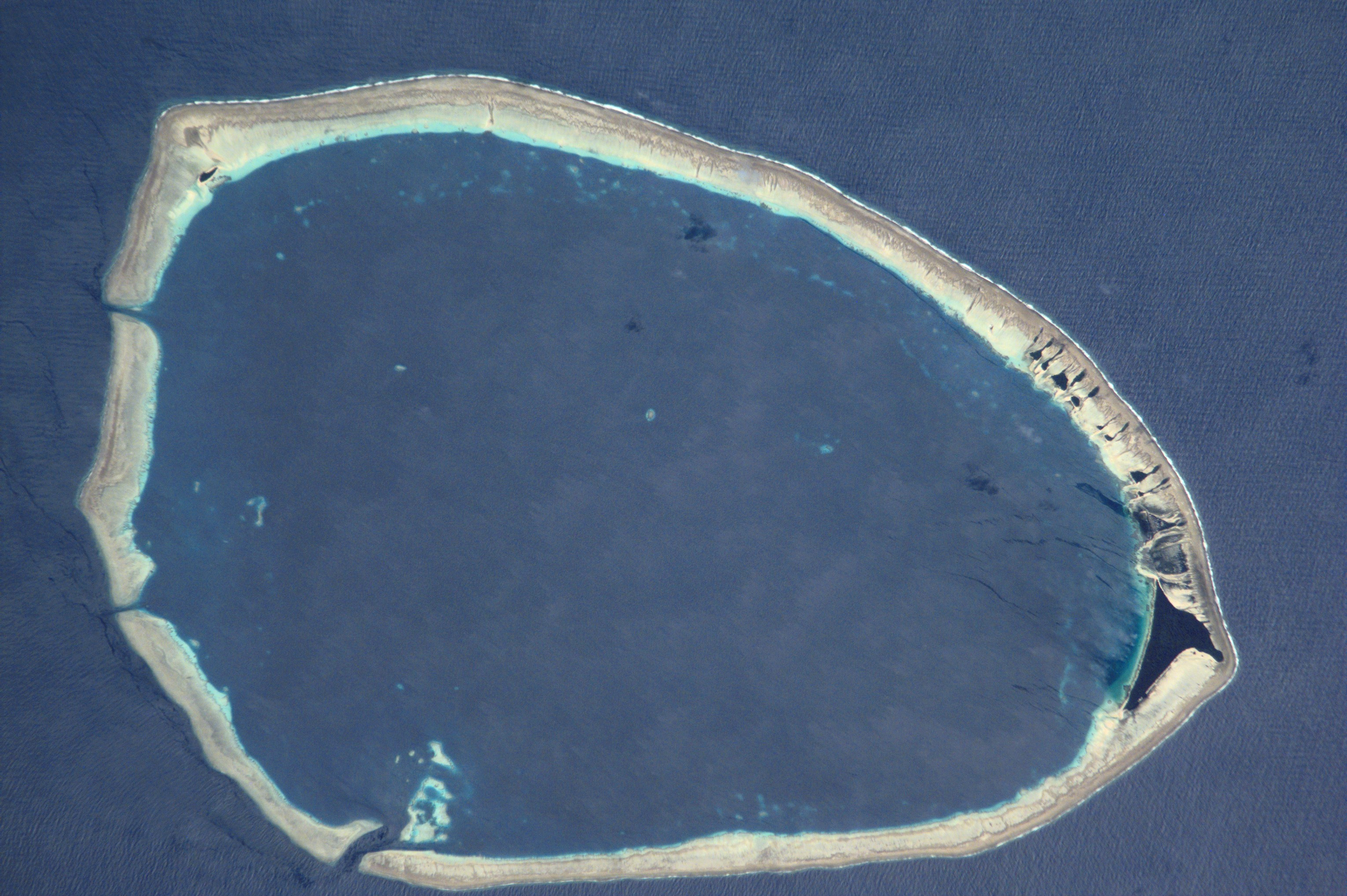
Satellitbild över området

Carteretöarna eller Kilinailau Islands (även Tulun Islands och Carteret Atoll) är en ögrupp i Papua Nya Guinea i västra Stilla havet.

## Geografi
Carteret-öarna utgör en del av den autonoma regionen Bougainville och ligger cirka 850 km nordöst om Port Moresby, ca 85 km nordöst om Bougainvilleön och ca 100 km väster om Greenöarna. Ibland räknas öarna till Bismarckarkipelagen. Dess geografiska koordinater är 4°45′ S och 155°24′ Ö.
Ögruppen är låga korallöar och har en area om ca 0,6 km² fördelad på flera öar innanför ett korallrev. Det hästskoformade revet är cirka 30 km långt med diameter om 16 km. Huvudön är Han. Den högsta höjden är på endast cirka 1,5 m ö.h.
Området består av
- Han Island
- Huene
- Iagain
- Iosela
- Iolasa
- Piul

Befolkningen uppgår till ca 2.500 invånare och är spridd på små byar.
Öarna kan endast nås med fartyg då området saknar flygplats.

## Historia
Ögruppen har troligen bebotts av melanesier sedan cirka 1500 f.Kr. Den upptäcktes av brittiske kapten Philip Carteret år 1767.
Området hamnade 1885 under tysk överhöghet som del i Tyska Nya Guinea. Området förvaltades till en början av handelsbolaget Neuguinea-Kompagnie.
Efter första världskriget hamnade området under australisk kontroll och Australien fick senare även officiellt mandat för hela Bismarckarkipelagen av Förenta Nationerna. 
1942 till 1945 ockuperades området av Japan men återgick sedan till australisk förvaltningsmandat tills Papua Nya Guinea blev självständigt 1975.
Den stigande havsnivån medför att öarna håller på att försvinna och 2003 beslöt Papua Nya Guineas regering att planera för en total evakuering av befolkningen. Denna aktion påbörjades i november 2005 och beräknas vara avslutad under 2007. Oavsett om havsnivån stiger på grund av global uppvärmning, plattektoniska skäl (öarna ligger mellan flera stora plattor) eller naturlig erosion av den underliggande vulkanen torde befolkningen vara bland de första permanenta "miljöflyktingar" utan möjlighet till återvändo i vår tid.